# Bartolomeu Fanti
Bartolomeu Fanti foi um religioso carmelita italiano. Pertenceu à Congregação Mantuana.
Por 35 anos foi diretor espiritual e reitor da Confraria do Carmo em sua cidade natal. Humilde e manso, foi para todos um exemplo de vida de oração, generosidade e fidelidade no serviço a Deus. Distinguiu-se também pelo seu amor à Eucaristia, centro de sua vida apostólica, e pela devoção à Nossa Senhora.
O decreto de confirmação de culto foi ratificado pelo Papa Pio X em 18 de março de 1909. Sua festa é celebrada dia 5 de dezembro.